# Fliegen (Fortbewegung)

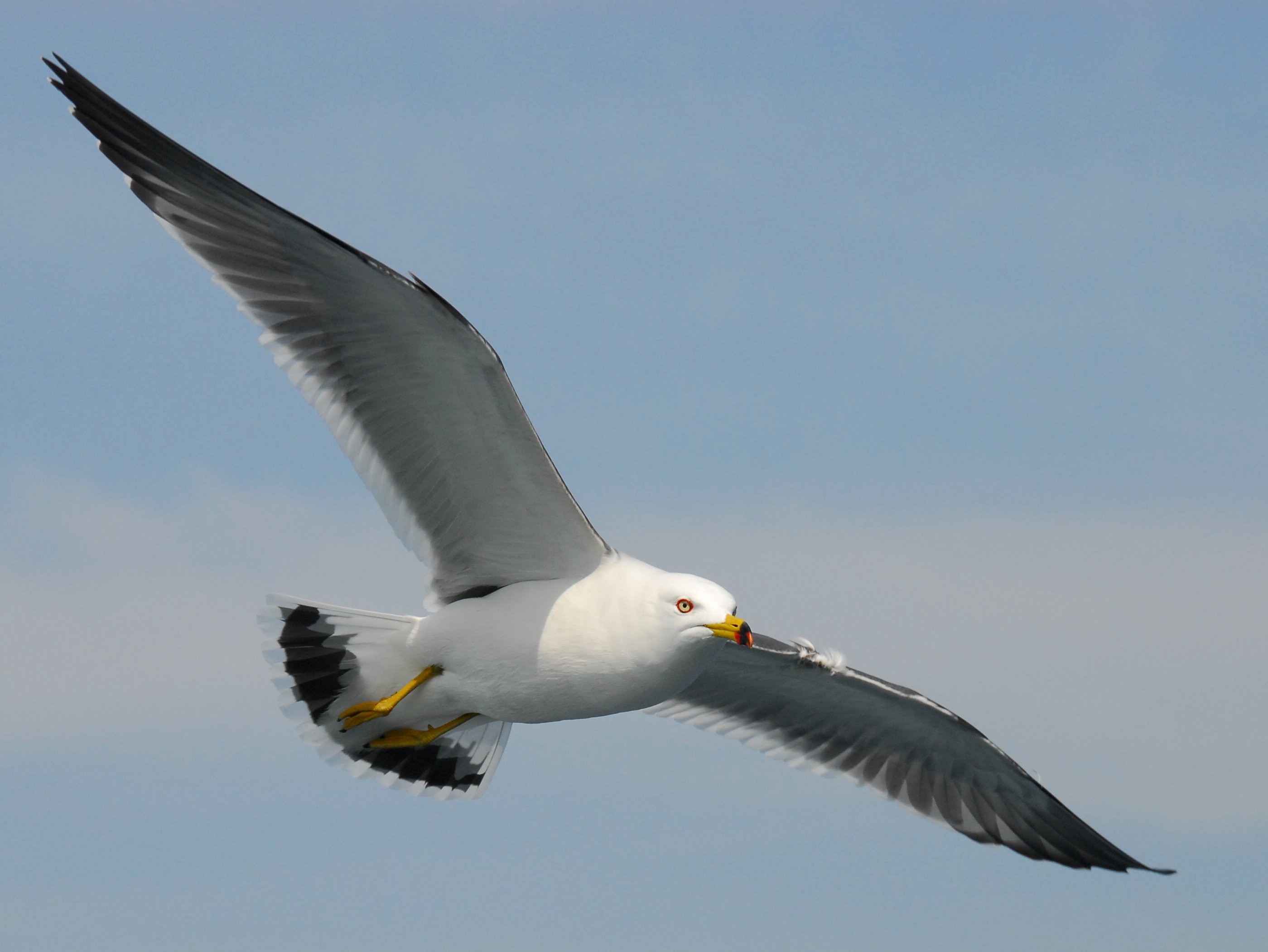
Fliegende Japanmöwe, Beispiel für aerodynamisches Fliegen

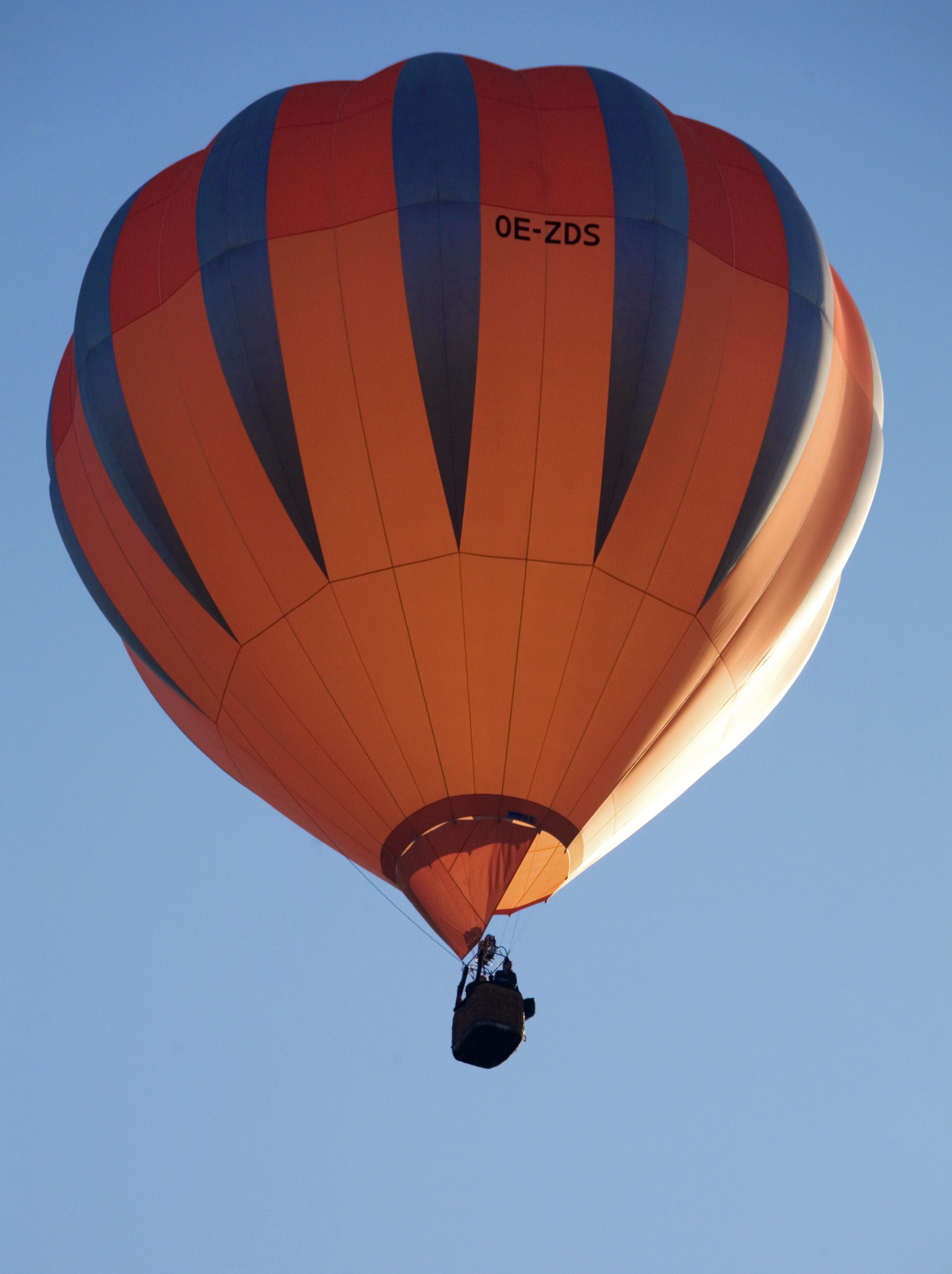
Fahrender (Fachsprache der Ballonfahrer) Heißluftballon, Beispiel für aerostatisches Fliegen

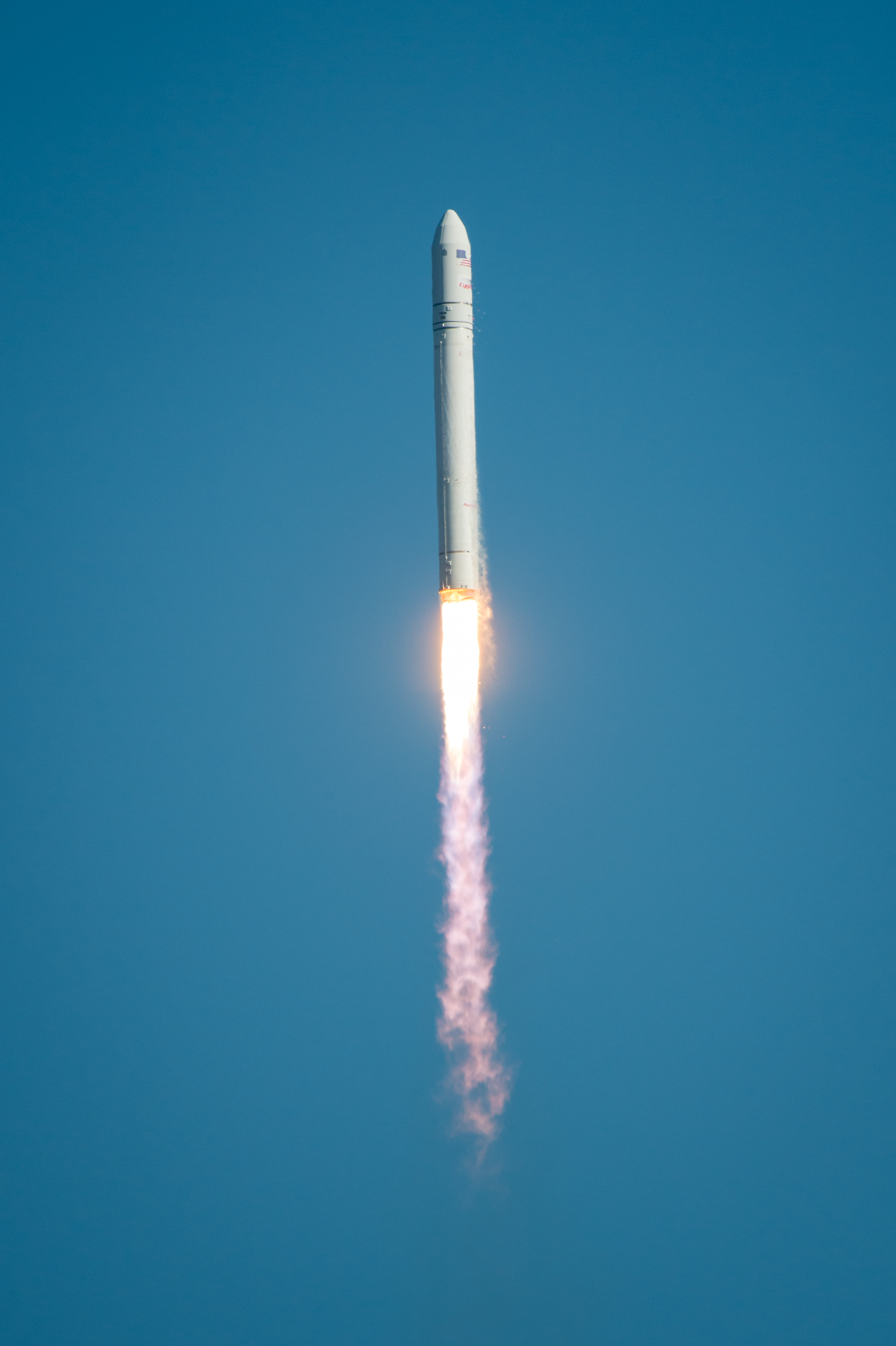
Fliegende Antares-Rakete, Beispiel für Flug mit Rückstoßantrieb

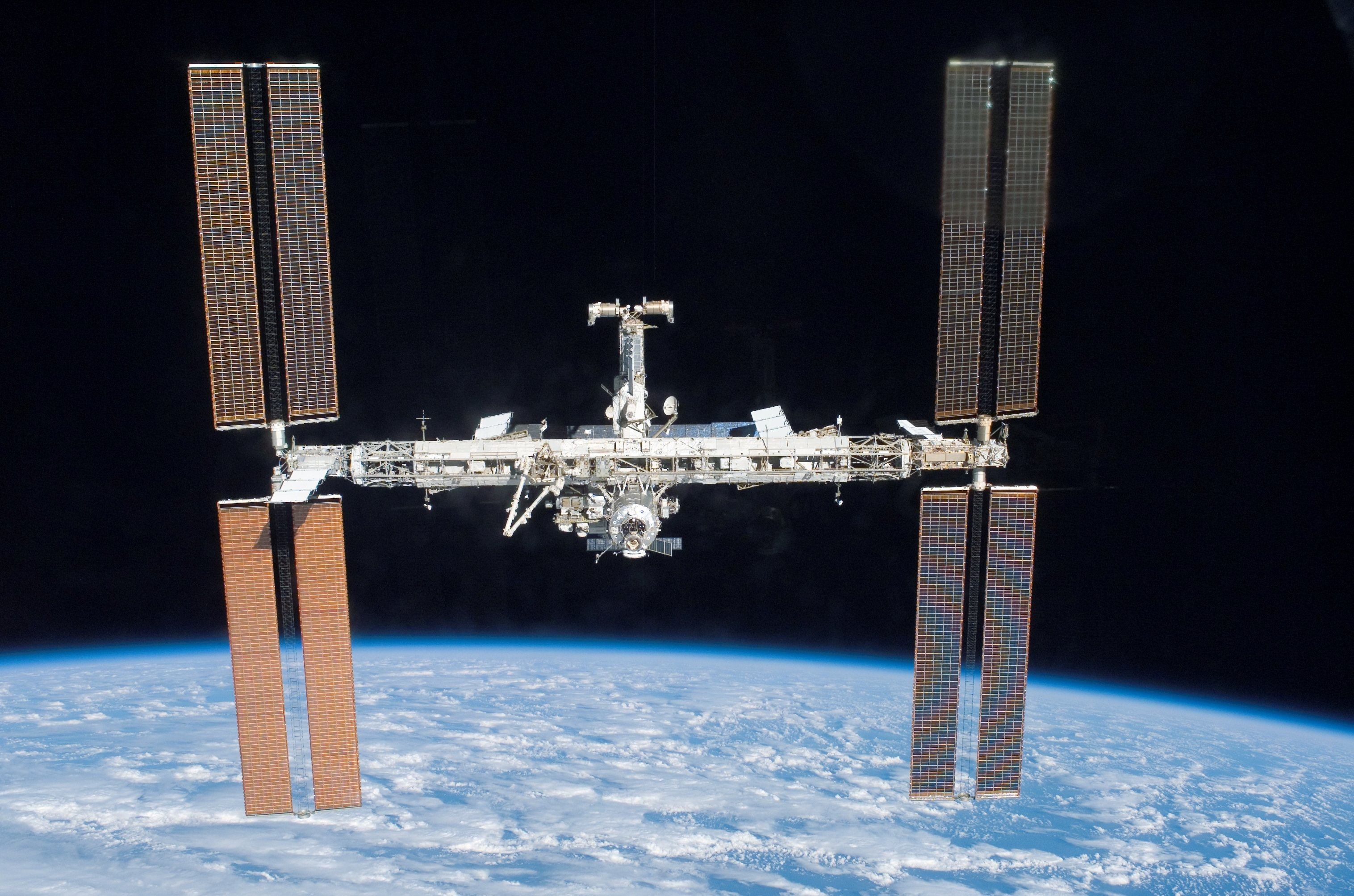
Die ISS auf ihrer Umlaufbahn, Beispiel für passiven Flug

Das Fliegen oder der Flug bedeutet die Fortbewegung eines Körpers durch die Luft, durch anderes Gas oder durch luftleeren Raum, ohne dabei einen festen Untergrund zu berühren.

## Etymologie
Das Verb „fliegen“, wie mhd. vliegen von ahd. fliogan, geht wie lit. plaũkti „schwimmen“ auf eine idg. Wurzel pleuk- zurück, die aus pleu- „rinnen, fließen, schwimmen, fliegen“ erweitert ist und ursprünglich wohl ganz allgemein „sich [schnell] bewegen“ bedeutete.

## Verschiedene Flugarten
Entsprechend der verschiedenen Bewegungsformen und zugrundeliegenden physikalischen Prinzipien werden verschiedene Flugarten unterschieden.

### Aktiver Flug in umgebender Luft
Aerodynamisches Fliegen
Die Fortbewegung eines Körpers schwerer als Luft mit dynamischem Auftrieb, der an umströmten Körpern entsteht, wird aerodynamisches Fliegen genannt. Aerodynamisches Fliegen wird in der Physik mit den Gesetzen der Aerodynamik beschrieben, z. B. Fliegen mit Flügeln, Schlagflügeln, Starrflügeln, Drehflügeln.
Aerostatisches Fliegen
Die Bewegung eines Körpers in der Luft, der mit einem Gas geringerer Dichte als die umgebende Luft gefüllt ist und statischen Auftrieb erfährt, wird aerostatisches Fliegen genannt. Aerostatisches Fliegen wird mit dem Archimedischen Prinzip beschrieben, z. B. Fliegen eines Freiballons.

### Aktiver Flug unabhängig von umgebender Luft
Rückstoßantrieb
Der Flug eines Körpers durch den Raum mit Rückstoßantrieb wird mit Raketenantrieben realisiert. Der Rückstoßantrieb ist die praktische Anwendung des 3. Newtonschen Axioms, z. B. beim Raumflug einer Rakete.

### Passives Fliegen
Passives Fliegen schließt die Fortbewegungsart Springen ein, die im Tierreich weit verbreitet ist. Dabei schnellt der Körper vom Boden ab, fliegt passiv durch die Luft und landet aufgrund der Schwerkraftwirkung nach kurzer Zeit wieder. Wenn man den Einfluss des Luftwiderstands und andere aerodynamische Effekte vernachlässigt, beschreibt der Körper dabei die Flugbahn einer Wurfparabel. Je nach den aerodynamischen Eigenschaften des Körpers kann die Wurfparabel verkürzt, verlängert oder asymmetrisch verändert sein.
Auch der passive Flug eines beliebigen Objektes als Geschoss nach anfänglicher Beschleunigung durch mechanische Energie (etwa der Flug eines Speers oder Pfeils) oder durch ein Treibmittel beschreibt eine solche ballistische Flugbahn.
Geräte, die geeignet sind, nicht nur in Luft, sondern auch im Weltraum zu fliegen, werden Flugkörper genannt. Raketen, künstliche Satelliten, Raumsonden und andere Raumflugkörper befinden sich immer dann, wenn keine Triebwerke eingesetzt werden, auf ballistischen Flugbahnen. Diese Flugbahnen können gegebenenfalls periodische Umlaufbahnen um einen Himmelskörper oder um den Lagrange-Punkt eines Dreikörpersystems sein.

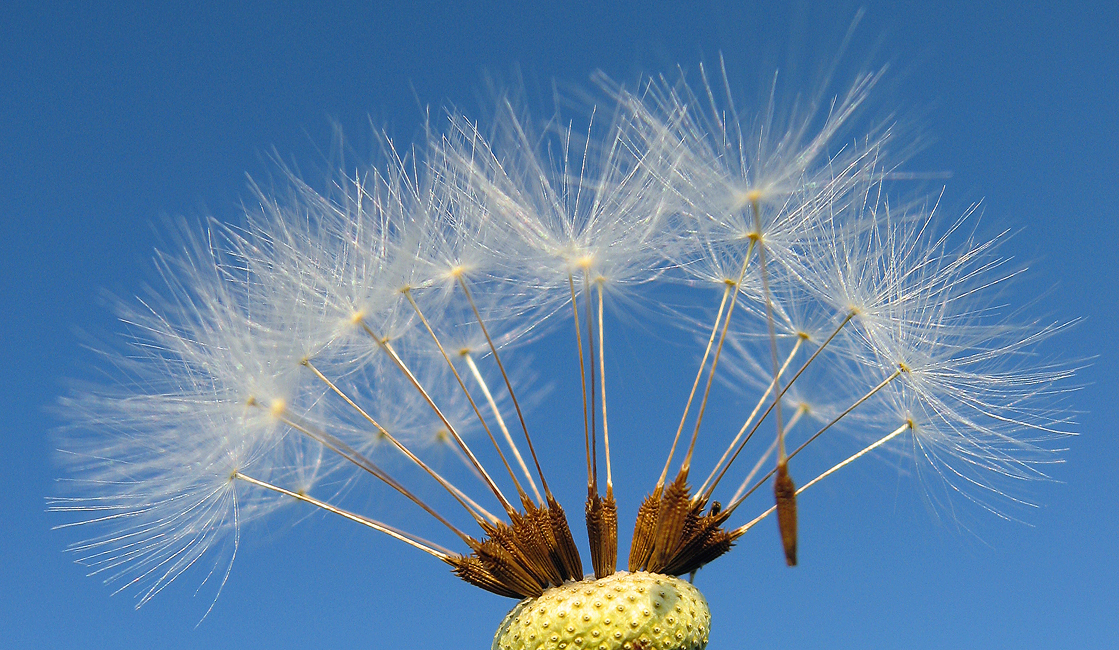
Die Samen der „Pusteblume“ sind Schirmflieger

## Flug in der Natur

### Auftrieb von Pflanzensamen und Spinnen
Die Pflanzensamen der sogenannten Windflieger sind mit Einrichtungen zum passiven Fliegen ausgestattet.
Bestimmte Spinnenarten stoßen Fädenbündel aus, die dann zusammen mit ihnen vom Wind erfasst werden. Sie können so mehrere 100 Kilometer zurücklegen.

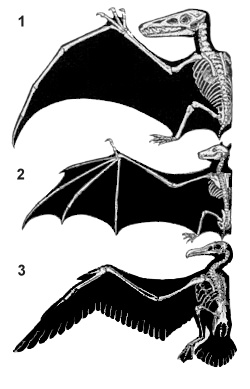
Flügel für den aktiven Flug haben sich bei drei Wirbeltiergruppen konvergent entwickelt:
1 Flugsaurier
2 Fledertiere
3 Vögel.
Ihre Vorderextremitäten sind homologe Gebilde und in ihrer Funktion als Flügel zugleich eine Analogie. Die Flügel werden bei Pterosauriern vom 4. Finger getragen, bei den Fledertieren vom 2. bis 5. und bei den Vögeln wesentlich vom 2. Finger.

### Tiergruppen

Gleitflug bei Draco dussumieri, 10-fach verlangsamt

Einige Wasserlebewesen wie Fische, Pinguine und Meeressäuger sind zu Luftsprüngen befähigt, Fliegende Fische (Familie Exocoetidae) können Distanzen bis zu 400 m in der Luft per Gleitflug zurücklegen.
Die meisten kletternden und laufenden Landtiere können Luftsprünge vollführen. Ein Teil der Spezies an Land ist beflügelt, sodass sie auch größere Entfernungen fliegend zurücklegen können: Insekten (Klasse Insecta) stellen den Großteil der Landtiere und die meisten adulten Insekten besitzen zwei Flügelpaare.
Unter den Landwirbeltieren (Stamm Vertebrata) entstanden im Lauf der Evolution mehrfach konvergent flugfähige Formen.
Unter den Reptilien (Klasse Reptilia) waren die ausgestorbenen Flugsaurier (Pterosauria) flugfähig, unter den rezenten sind nur Flugdrachen (Gattung Draco) zum Gleitflug befähigt. Schmuckbaumnattern beherrschen den Gleitflug.
Die meisten Vögel (Klasse Aves) und unter den Säugetieren (Klasse Mammalia) die Gleitbeutler (Familie Petauridae, begrenzt auf Gleitflug), Gleithörnchen (Tribus Pteromyini, begrenzt auf Gleitflug), Riesengleiter (Ordnung Dermoptera, begrenzt auf Gleitflug) und Fledertiere (Ordnung Chiroptera) sind flugfähig.

### Flugausführungen
Bei der Ausführung des Fliegens kann unterschieden werden zwischen Gleitflug, Segelflug, Gaukelflug, Rüttelflug, Schwirrflug, Schlagflug oder Ruderflug und weiteren Flugformen. Dazu kommen besondere Flugausführungen wie der Balzflug z. B. bei Bekassinen, welche nicht primär als Fortbewegung ausgeführt werden. Bei einigen Insekten dient der Flug im Schwarm zur Begattung, z. B. beim Hochzeitsflug mancher Hautflügler oder beim Schwarmtanz (englisch nuptial flight) mancher Eintagsfliegen. Der Kompensationsflug dient der Aufrechterhaltung der Verbreitung in einem Habitat.

### Insektenflug

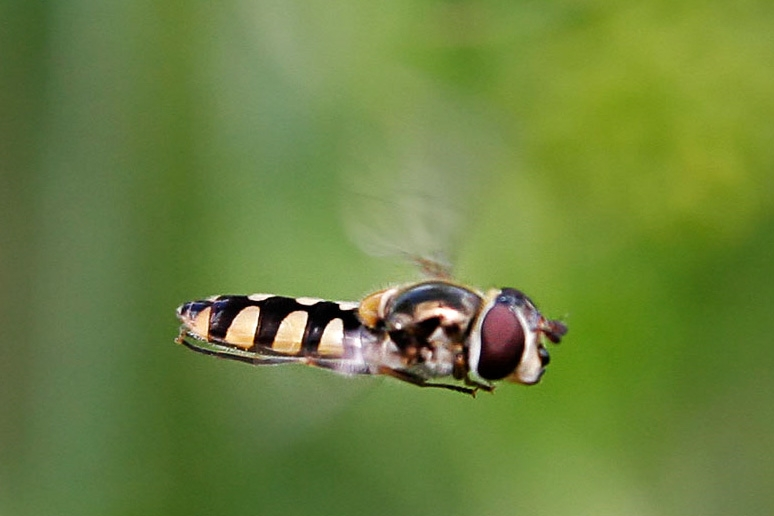
Schwebfliege im Schwirrflug

Insekten nutzen verschiedene Techniken, um zu fliegen. Abhängig von der Größe des Insekts und der Bewegungsgeschwindigkeit der Flügel ist die Luft für das Insekt unterschiedlich „zäh“. Besonders kleine Insekten „schwimmen“ daher in der Luft, die für sie aufgrund ihrer Größe, Flug- und Flügelgeschwindigkeit ähnlich zäh wirkt wie Wasser. Ihre Flügel sind daher nicht aerodynamisch geformt, sondern ähneln eher einem schnell rotierenden „Paddel“.

### Vogelflug

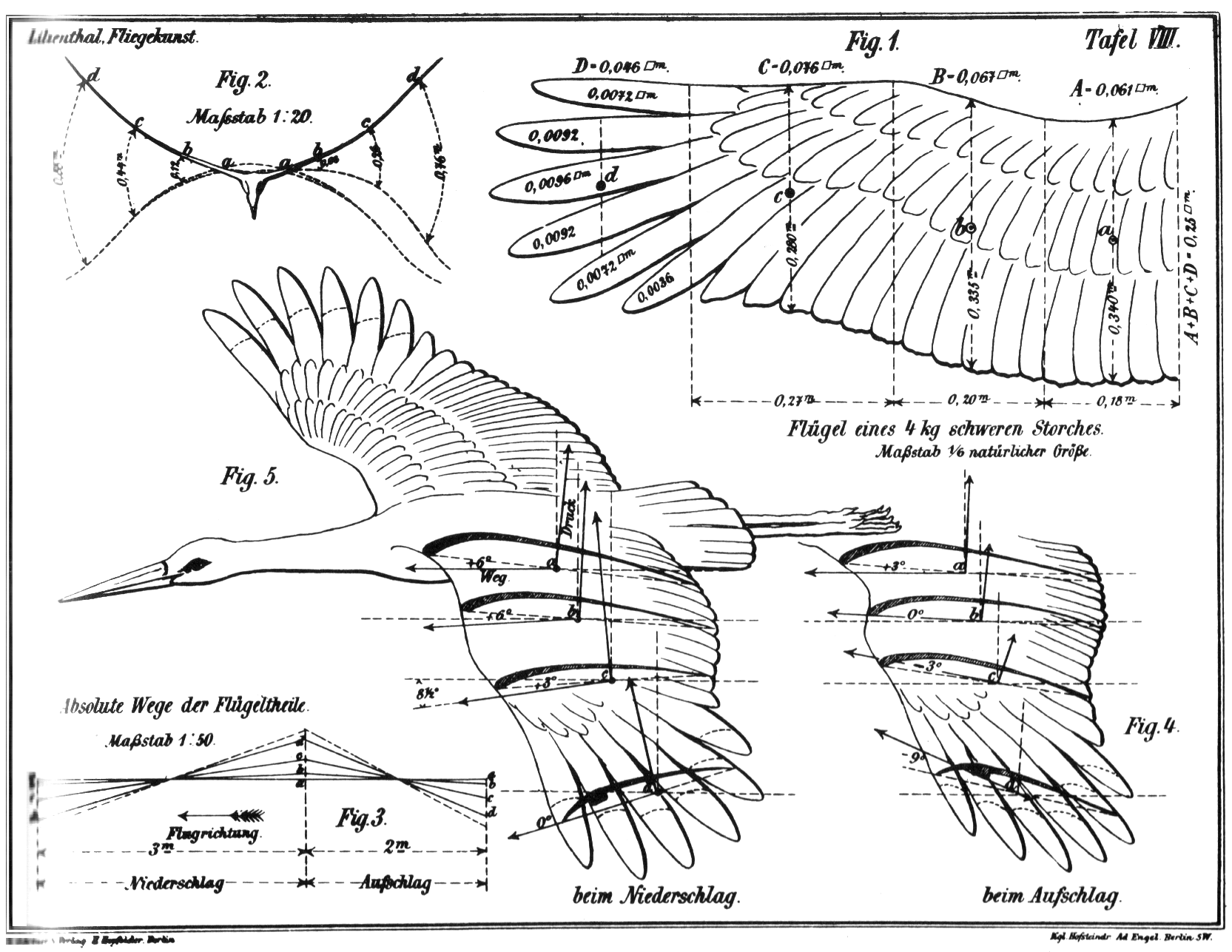
Zeichnung Lilienthals in seinem Buch Der Vogelflug als Grundlage der Fliegekunst

Der Flug eines Vogels unterliegt beim Auftrieb den gleichen grundsätzlichen aerodynamischen Gesetzmäßigkeiten wie ein Tragflächenflugzeug. Jedoch ist das Wirkprinzip ein gänzlich anderes. Bei der Bewegung der Flügel nach oben entsteht weniger Luftwiderstand als bei der Bewegung der Flügel nach unten. Somit drücken die Flügel den Vogel mehr nach oben (Flügelschlag nach unten) als nach unten (beim Flügelschlag nach oben). Dies wird hauptsächlich durch eine Krümmung der Flügelenden nach unten beim Flügelschlag nach oben erreicht. Die Bewegung nach vorn wird durch eine je nach Absicht des Vogels mehr oder weniger starke Biegung der Flügel in sich (man denke an die Flügel einer Schiffsschraube) verursacht. Anders erklärt, werden die sogenannten Handbereiche an den Flügelenden beim Abschlag mit der Vorderkante nach vorne unten gedreht, beim Aufschlag zeigt die Vorderkante des Handbereiches nach oben. Dadurch wird die Luft nicht nur nach unten, sondern auch nach hinten gedrückt. Auch das Durchführen der Auf- und Abbewegung in einer schrägeren und weniger senkrechten Bahn kann genutzt werden, um die Luft nicht nur nach unten, sondern auch nach hinten zu drücken und so eine Vorwärtsbewegung zu erzeugen (siehe Schlagflug).
Die Vorwärtsbewegung kann aber auch ohne Flügelschlag dadurch bewirkt werden, dass der Vogel im Gleitflug die potentielle Energie, die er mit seiner Flughöhe gewonnen hat, in Vortrieb umsetzt. Ein Versuch, die Leistungsfähigkeit verschiedener Vogelarten auf der Grundlage des Verhältnisses der Länge der Handschwingen zur gesamten Flügellänge zu bestimmen, ist der Handflügelindex.
Interessant ist, dass die Flügelschlagfrequenz von Zugvögeln während des über lange Strecken führenden Vogelzugs, z. B. über die Sahara, nicht die gleiche ist wie beim Kurzstreckenfliegen in ihrer jeweiligen Zielregion. Beim „Alltagsfliegen“ ist ihre Flügelschlagfrequenz höher, da sie sich möglichst schnell fortbewegen wollen. Während des Vogelzugs teilen sie ihre Kräfte besser ein, da eine geringere Flügelschlagfrequenz weniger Energieaufwand bedeutet. Dies hat unter Ornithologen einige Zeit lang zu Verwirrung geführt, als sie versuchten, mit Radargeräten fliegende Vögel auf dem Vogelzug anhand der Schlagfrequenz zu bestimmen.
Der längste je gemessene Nonstop-Vogelflug wurde am 27. September 2020 von einer männlichen Pfuhlschnepfe erzielt. Der Vogel erreichte den Firth of Times, eine Bucht nahe Auckland, nach einem 11-tägigen Direktflug von Alaska aus. Der mit einem Satelliten-Sender ausgestattete „4BBRW“ flog eine Strecke von ungefähr 12200 km ohne Pause. Die Gesamtflugzeit betrug schätzungsweise 224 Stunden. Dabei erreichte er eine Spitzengeschwindigkeit von 88,5 km/h.

#### Große Vögel

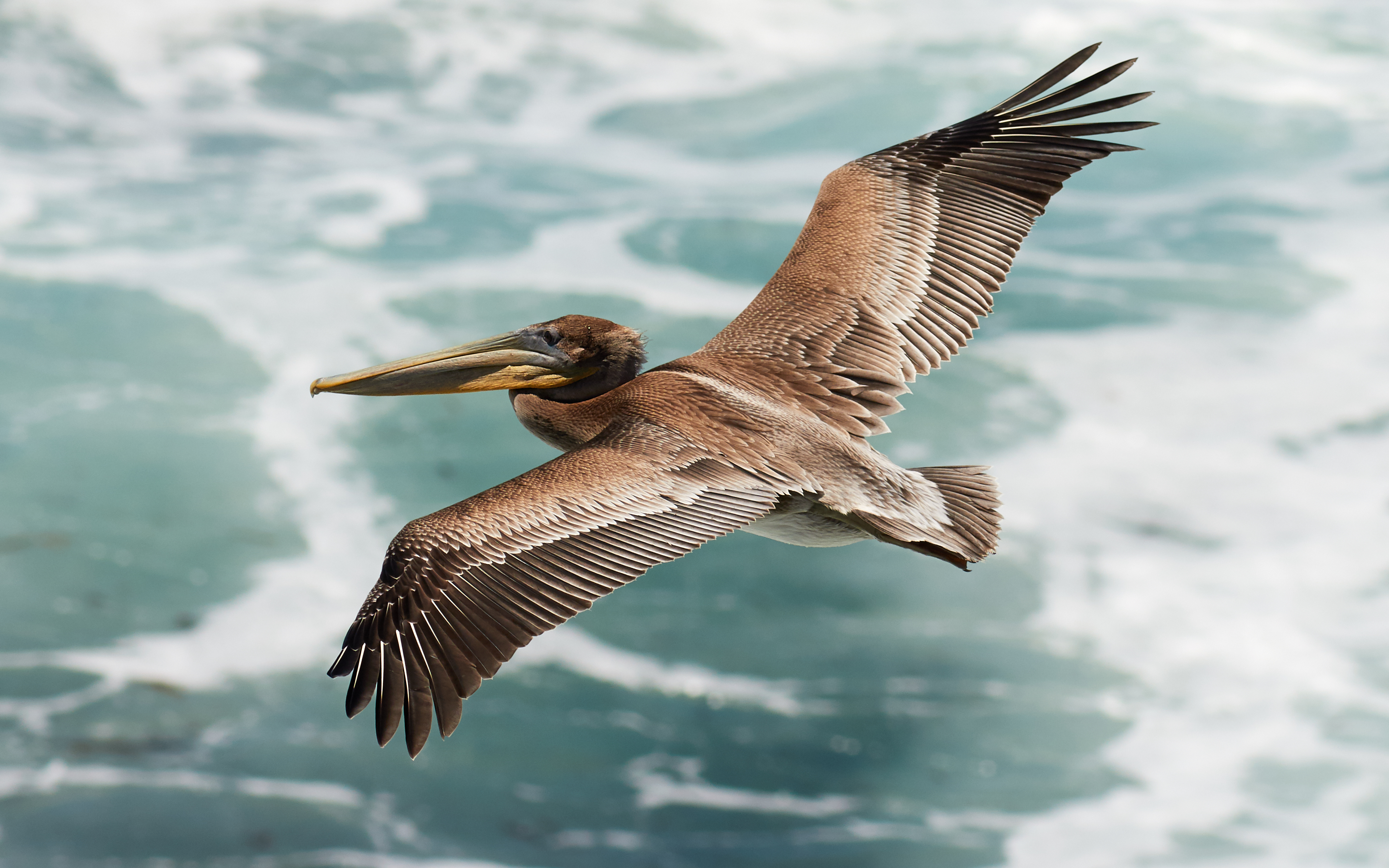
Braunpelikane gleiten dicht über der Meeresoberfläche, um auf diese Weise Energie durch den Auftrieb des Bodeneffekts zu sparen

Der energie- und kraftsparende Gleit- und Segelflug ist besonders bei großen Vögeln zu beobachten. Ihr Flug galt lange Zeit als ein großes (unentdecktes) Geheimnis. Es gibt eine Reihe natürlicher Ursachen, die den Antrieb beim Segelflug entbehrlich machen: Aufwinde an Berghängen, erwärmte und daher aufsteigende Luftmassen (Thermik) oder die Böigkeit des Windes (dynamischer Segelflug). Greifvögel können auf ihren Beuteflügen innerhalb ihres ausgedehnten Jagdreviers große Strecken zurücklegen, teilweise mehr als hundert Kilometer pro Tag. Der Albatros mit Spannweiten von bis zu 3,5 Meter ist in der Lage, sich im Seewind stundenlang fast regungslos in der Luft zu halten. Einige Vögel beherrschen außerdem den Rüttelflug, bei dem sie sich fliegend auf der Stelle halten.

#### Kleine Vögel
Kleine Vögel können sich zumeist sowohl im Segel- als auch im Ruderflug fortbewegen. Der sehr kleine Kolibri beherrscht als einer der wenigen Vögel darüber hinaus den Schwirrflug, dabei fliegt er mit einer sehr hohen Frequenz von bis zu 80 Flügelschlägen pro Sekunde. Diese Technik ermöglicht, auch rückwärts oder seitwärts zu fliegen oder in der Luft stehen zu bleiben, ähnlich den Insekten.

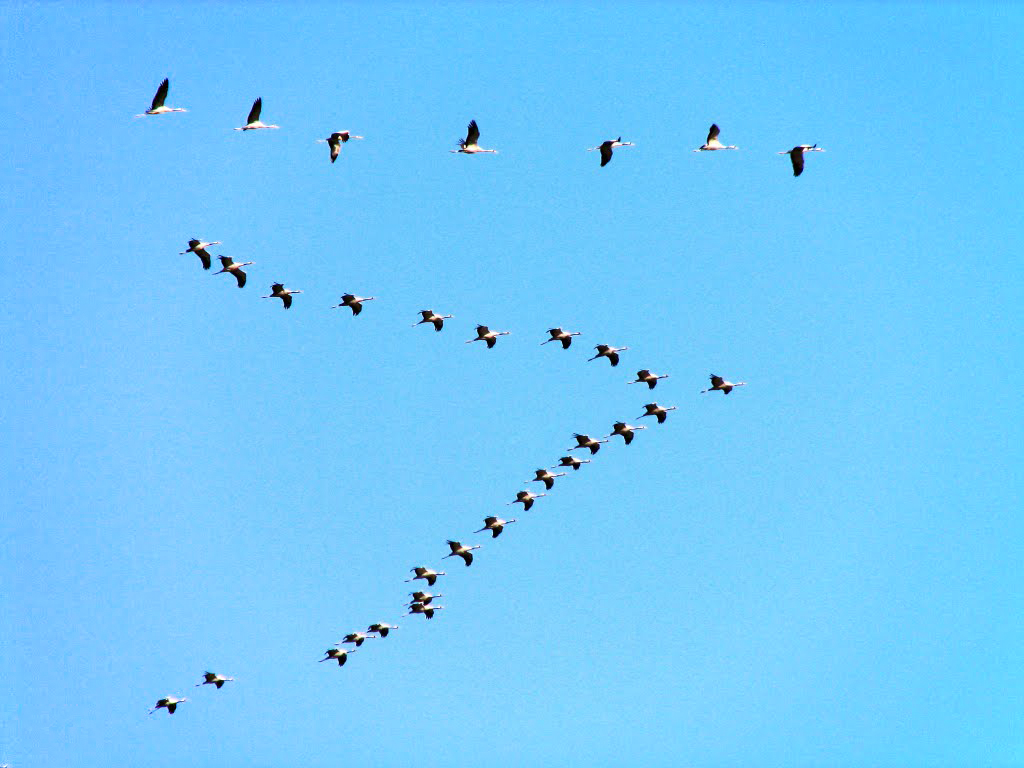
V-Formation von Kranichen

#### Schwarmverhalten
Durch die Bildung von Schwarm und V-Formation im Flug reduzieren Vögel den Energieaufwand, indem – schräg dahinter – nachfolgende Vögel die Auftriebszone des Randwirbels des Vorausfliegenden nutzen. Bei großen Vögeln könnte darüber hinaus noch eine Synchronisation des Flügelschlags in V-Formation vorteilhaft sein.

#### Technischer Nachbau
Eine Robotermöwe, die über einen aktiven Gelenktorsionsantrieb komplett den Vogelflug nachvollzieht und sich damit von einfachen Schlagflügelapparaten unterscheidet, wurde erstmals 2011 vom Automatisierungshersteller Festo auf der Hannover Messe vorgestellt. Festos SmartBird kann dabei selber starten und landen und erzeugt seinen Auftrieb wie Vorschub nur mit den Flügeln (s. u. Ornithopter).

## Technische Flugkörper

### Leichter als Luft
Bei der Ballonfahrt wird der aerostatische Auftrieb durch das Traggas in Gaszellen oder durch Heißluft erzeugt. Auf die Fahrt mit einem Ballon oder einem Luftschiff wird im Fachjargon das Wort „Fliegen“ nicht angewendet, es wird stattdessen vom „Fahren“ gesprochen. Dies könnte historischen Ursprung haben, da die ersten Ballonfahrer das Vokabular der Seefahrt übernahmen.
Hybride Formen nutzen aerostatischen Auftrieb plus aerodynamische Kräfte. Luftschiffe erzeugen einen geringen Teil (etwa fünf Prozent) des erforderlichen Auftriebs aerodynamisch durch sich drehende Propeller. Hybridluftschiffe nutzen die Aerodynamik stärker und vereinen die Eigenschaften von Luftschiffen und Flugzeugen.
Ein Kytoon – eine Mischform aus Drachen und Ballon – nutzt zusätzlich zum Auftrieb passiv die Anströmung durch den Wind. Bionische Flugobjekte verwenden Bewegungselemente, die an den Vogelflug oder an das Tauchschwimmen von Meerestieren angelehnt sind. Das Indoor-Flugobjekt Air Jelly von Festo verwendet den Rückstoß von acht Paddeln an Tentakeln ähnlich einem Kraken oder einer Qualle. AirRay und AirPenguin, beide ebenfalls von Festo, ähneln Rochen und Pinguin.

### Schwerer als Luft

#### Geschichte

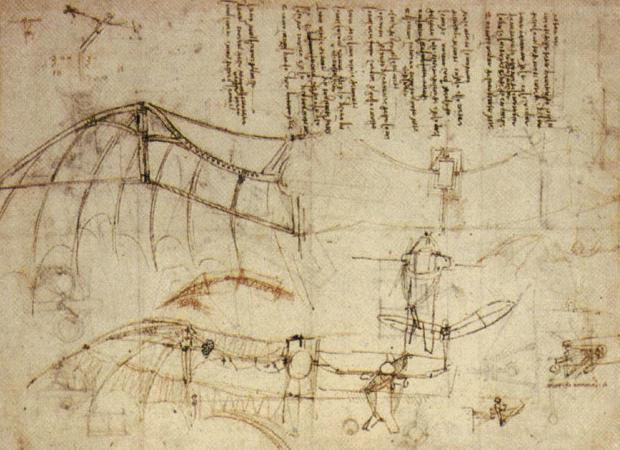
Entwürfe von Leonardo da Vinci für einen Flugapparat, Kodex über den Vogelflug, 1505

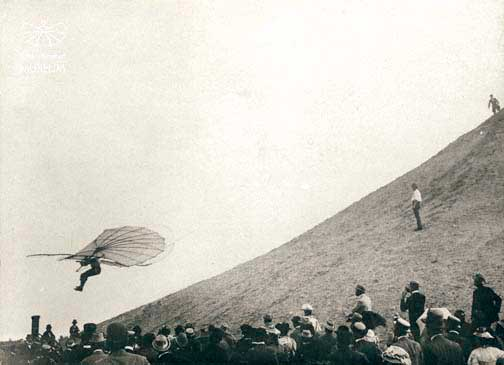
Otto Lilienthal während eines Gleitflugs

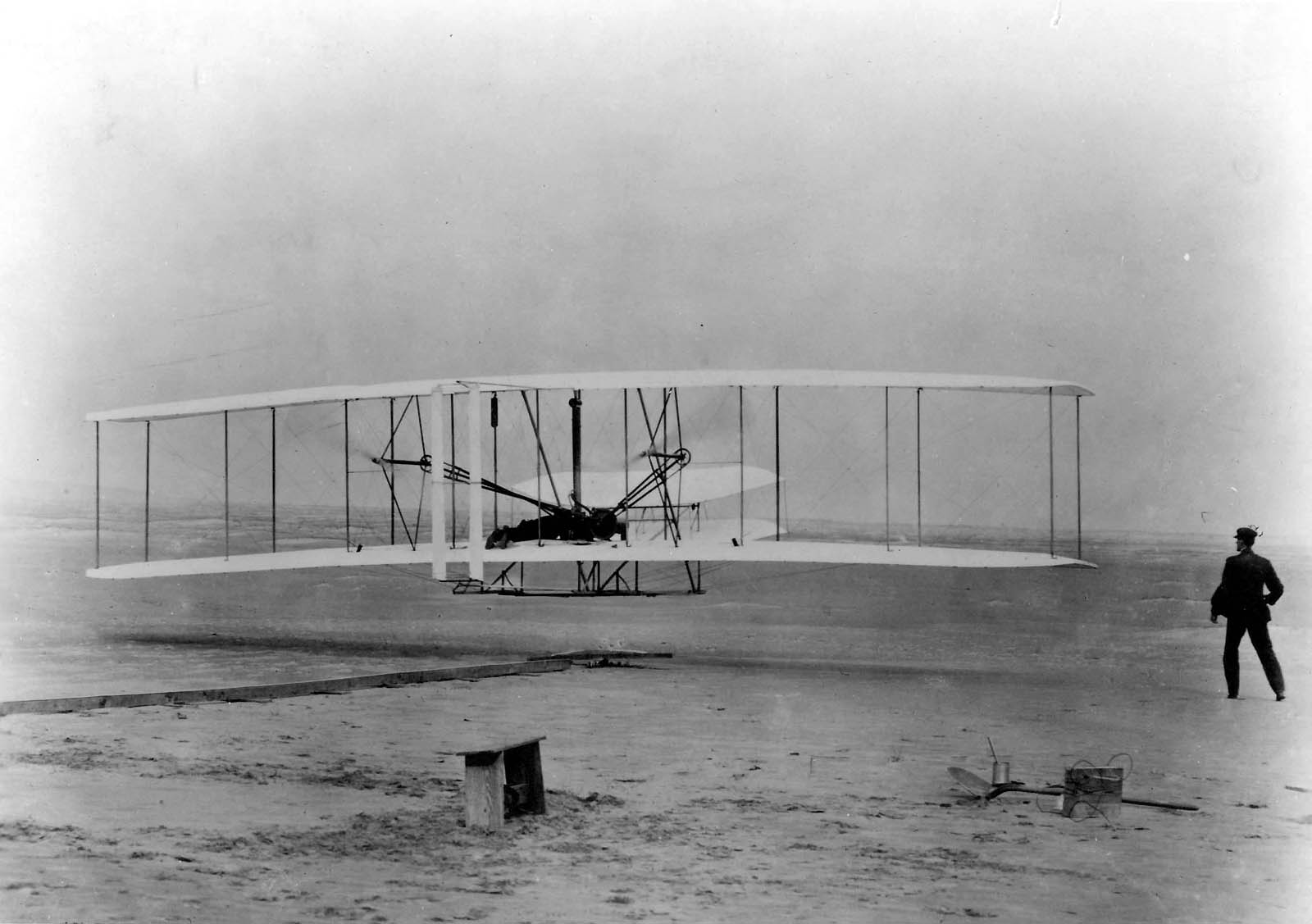
Orville Wright fliegt am 17. Dezember 1903 erstmals mit motorisiertem "Flyer"

Fliegen können „wie die Vögel“ war seit alters her ein Menschheitstraum. So ist aus der antiken griechischen Mythologie die Sage von Dädalos und Ikarus überliefert, die sich mittels selbst hergestellter Flügel vogelgleich durch die Luft bewegten. Schon in dieser antiken Sage wird technische Unkenntnis und übermütige Vernachlässigung von Sicherheitsvorkehrungen als menschliches Risiko beim Fliegen thematisiert (Ikarus missachtet, dass die von seinem Vater Dädalos mittels Wachs und Vogelfedern hergestellten Flügel beim Annähern an die Sonne schmelzen, und verunglückt tödlich).
In der Realität war es Menschen ohne Kenntnis der physikalischen Grundlagen des aerodynamischen Fluges zunächst nur möglich, sich mit bemannten Flugdrachen in der Luft zu bewegen oder mit meist phantasievoll gebauten Apparaten allenfalls durch Zufall in eine kurzfristige Auftriebsphase zu gelangen, ohne diese längere Zeit fliegend nutzen zu können (vgl. Albrecht Ludwig Berblinger). Eventuell ist das vorchristliche Artefakt Taube von Sakkara ein Model eines Segelflugzeugs. Laut einer islamischen Chronik hat der Gelehrte Abbas Ibn Firnas als erster Mensch einen (mit Geierfedern versehenen) Hängegleiter entwickelt und im Jahr 875 einen Flugversuch unternommen. Allerdings soll er sich bei der raschen Landung beide Beine gebrochen haben.
Trotz der Vorbilder in der Natur hat der Mensch lange gebraucht, um das Funktionsprinzip des Flügels zu verstehen und technisch nachzuahmen. Die Anwendung empirisch-wissenschaftlicher Methoden (Leonardo da Vinci, George Cayley) brachte erste verwertbare Erkenntnisse und Anregungen für die empirische Flugerforschung, die jedoch erst im ausgehenden 19. Jahrhundert zum Verständnis der Wirkungsweise des Flügels und erfolgreichen Flugversuchen führten. Erste erfolgreiche Flüge mit Apparaten, die geeignet waren, das Gewicht eines Menschen zu tragen gelangen zunächst im Gleitflug (z. B. Otto Lilienthal, Octave Chanute, Brüder Wright).
Längere Flugstrecken mit einem steuerbaren Flugzeug zurückzulegen gelang erst mit der Nutzung motorisierter Starrflügel-Flugzeuge Anfang des 20. Jahrhunderts. Die Brüder Wright legten mit ihren erfolgreichen Motorflügen den technischen Grundstein für eine rasante Entwicklung in der Geschichte der Luftfahrt, die bis heute fortdauert. Erst die bei der Entwicklung moderner motorisierter Flugzeuge gewonnenen Erkenntnisse haben den Bau funktionstüchtiger muskelkraftbetriebener Flugzeuge ermöglicht. Der Hubschrauberflug unterliegt den gleichen aerodynamischen Prinzipien wie der Flugzeugflug, wobei allerdings die Vertikalbewegung durch sich drehende Tragflächen (Rotoren) bewirkt wird.

#### Physikalische Grundlagen
Die Erzeugung von dynamischem Auftrieb mit Flügeln oder Tragflächen nutzt Eigenschaften der Luft (Masse, Viskosität). Aufgrund dieser Eigenschaften wird anströmende Luft durch geeignete Profilierung und Anstellung der Tragfläche umgelenkt; dabei wird auf sie ein Impuls senkrecht zur Anströmrichtung übertragen. Nach dem ersten Newtonschen Gesetz erfordert diese Richtungsänderung der Strömung eine stetig wirkende Kraft. Nach dem dritten Newtonschen Gesetz (Actio und reactio) wirkt dabei eine gleiche und entgegengesetzte Kraft, der Auftrieb, auf die Tragfläche.
Die Größe der Auftriebskraft ist abhängig von Geschwindigkeit, Anstellwinkel und Tragflächengeometrie. Während sich die Geschwindigkeit mit der Antriebsleistung und durch Änderung der Flughöhe ändert, kann der Anstellwinkel mit dem Höhenruder verändert werden. Selbst die Tragflächengeometrie ist während des Fluges veränderbar, z. B. mit Hilfe der Landeklappen. Da die Auftriebserzeugung als induzierter Luftwiderstand der Flugbewegung entgegenwirkt, wird die Vorwärtsbewegung (mit Ausnahme von Segel- und Gleitflugzeugen) mit Luftfahrtantrieben aufrechterhalten. Teils geschieht dies mit Hilfe von Flugmotoren, die einen oder mehrere Propeller antreiben, teils mittels Strahltriebwerken, manchmal in Kombination (Turbopropantrieb).
Flugmanöver sind Einwirkungen auf den Flug durch den Piloten. Hierzu zählen Steig- und Sinkflug, im Gegensatz zum Reise- oder Horizontalflug.

#### Ornithopter
Es gelang erst in jüngster Zeit, die biologischen Vorbilder, Vögel, Fledermäuse und Insekten, die sich seit Millionen von Jahren flügelschlagend fortbewegen (Schlagflug), funktionierend nachzubauen.
Ein spektakulärer Erfolg wurde im Jahr 2011 mit einer künstlichen Silbermöve, dem SmartBird vorgestellt.
Ein sehr kleiner Ornithopter bildet alleine durch 3 zueinanderklappende Paddel (Tragflächen) das Schwimmen der Qualle nach. Entwickelt wurde er von Leif Ristroph und Stephen Childress an der Universität New York.